# Mesnil-Saint-Nicaise

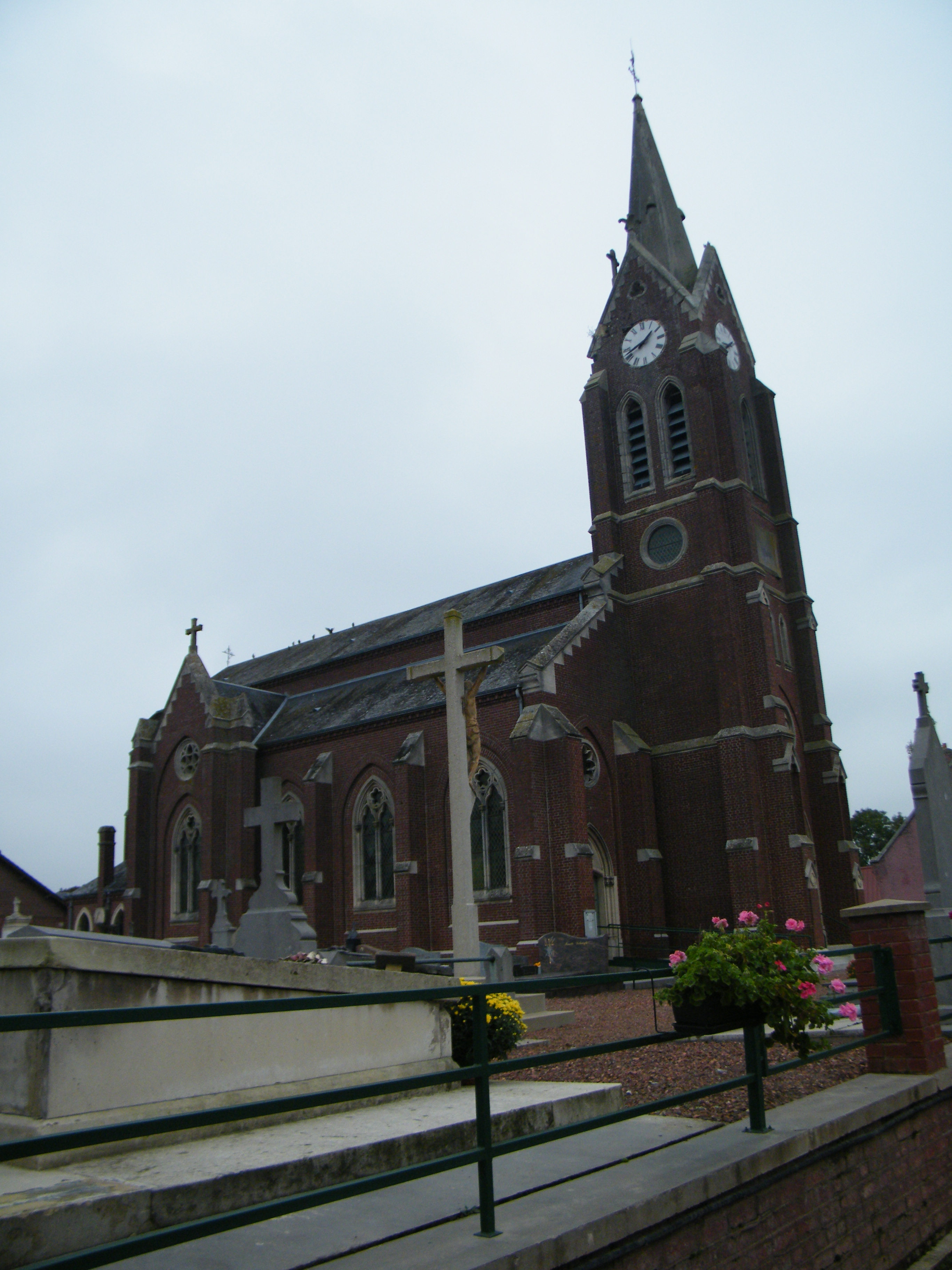
Kerk

Mesnil-Saint-Nicaise is een gemeente in het Franse departement Somme (regio Hauts-de-France) en telt 517 inwoners (1999). De plaats maakt deel uit van het arrondissement Péronne.

## Geografie
De oppervlakte van Mesnil-Saint-Nicaise bedraagt 6,8 km², de bevolkingsdichtheid is 76,0 inwoners per km².
De onderstaande kaart toont de ligging van Mesnil-Saint-Nicaise met de belangrijkste infrastructuur en aangrenzende gemeenten.

## Demografie
Onderstaande figuur toont het verloop van het inwonertal (bron: INSEE-tellingen).